# Suzuki Tomoki
Tomoki Suzuki (sinh ngày 8 tháng 6 năm 1985) là một cầu thủ bóng đá người Nhật Bản.

## Sự nghiệp câu lạc bộ
Tomoki Suzuki đã từng chơi cho Consadole Sapporo.